# Jimmy Roberts
Jimmy Roberts (geb. 1952 in New York City) ist ein US-amerikanischer Komponist, der vor allem in den Bereichen Bühnenmusik, Musical und Fernsehen tätig ist.

## Leben
Jimmy Roberts wuchs in Great Neck, Long Island auf. Sein Großvater war Kantor und Rabbiner, seine Großmutter spielte Orgel und Klavier. Er absolvierte die Manhattan School of Music, wo er bei Constance Keene Klavier studierte. Am New Yorker Off-Broadway erschienen von Jimmy Roberts A ... My Name Is Still Alice und Pets! sowie Musik zu Joe DiPietros Over the River and Through the Woods und zu dem Kinder-Musical The Velvet Rabbit. Für das Fernsehen schrieb er das Thema zur Sendung Theater Talk auf WNET-TV. Er war musikalischer Leiter und Ko-Arrangeur von Somewhere Over the Rainbow und Yip Harburgs America. Zusammen mit dem Bühnenautor Joe DiPietro schrieb er das Stück The Thing About Men nach dem Film Männer von Doris Dörrie.
Im Jahr 1996 landeten die beiden ihren großen Wurf, das Off-Broadway-Musical I Love You, You’re Perfect, Now Change. Das Stück läuft seither in New York und wurde auch an zahlreichen anderen Orten inszeniert, im deutschen Sprachraum zunächst im Wuppertaler TiC und Wien, dann auch auf kleineren Bühnen, wie z. B. in Radebeul oder Krefeld.